# Papaipema harrisii
Papaipema harrisii é uma espécie de mariposa da família Noctuidae. Pode ser encontrada na América do Norte.
O número MONA ou Hodges para Papaipema harrisii é 9472.